# Bujur Barat
Bujur Barat is een bestuurslaag in het regentschap Pamekasan van de provincie Oost-Java, Indonesië. Bujur Barat telt 8459 inwoners (volkstelling 2010).